# Carmen Ionesco
Carmen Ionescu (uneori scris și Ionesco; n. 28 iulie 1951, București, România) este o fostă atletă canadiană din România, specializată în aruncarea discului.

## Carieră
Născută în București și legitimată la Steaua București, sportiva a ocupat locul al doilea la disc la Campionatele României din 1972, aflându-se la egalitate cu Argentina Menis care a avut cea mai bună distanță la următoarea săritură. În același an s-a clasat pe locul șapte la Jocurile Olimpice de la München unde Argentina Menis a câștigat medalia de argint și Lia Manoliu a ocupat locul nouă.
Apoi atleta s-a stabilit în Canada. A devenit multiplă campioană națională a Canadei la disc, în 1973, 1975, 1978, 1979, 1981, 1982 și 1984, precum și la aruncarea greutății, în 1975, 1978, 1981 și 1982. A reprezentat Canada la Jocurile Commonwealthului din 1978 de la Edmonton, câștigând medalia de aur la aruncarea discului, în fața australiencei Gael Mulhall și a colegei sale din Canada Lucette Moreau, și argintul la aruncarea greutății în urma lui Mulhall și în fața englezoaicei Judy Oakes. La Jocurile Panamericane din 1979 de la San Juan a obținut două medalii de bronz.
În anul 1980 ea a făcut parte din lotul olimpic, dar nu a participat la Jocurile Olimpice de la Moscova din cauza boicotului canadian. La Jocurile Commonwealthului din 1982 de la Brisbane a obținut locul patru la aruncarea discului și locul șase la aruncarea greutății. La Jocurile Olimpice din 1984 de la Los Angeles, s-a clasat pe locul 12 la aruncarea greutății și pe locul 13 la disc. La ambele competiții a participat și sora ei cea mică Florența Crăciunescu, reprezentând România, care a cucerit medalia de bronz la disc.
Ea a îmbunătățit de două ori recordul canadian la aruncarea greutății și de două ori la aruncarea discului. Aruncarea sa de 62,72 de metri, reușită pe 23 august 1979, mai este recordul canadian la aruncare a discului.

## Recorduri personale
| Probă    | Performanță | Dată |
| -------- | ----------- | ---- |
| Disc     | 64,78 m     | 1976 |
| Greutate | 17,17 m     | 1979 |

## Realizări
| An                   | Competiție                | Locație                    | Loc | Eveniment | Note    |
| -------------------- | ------------------------- | -------------------------- | --- | --------- | ------- |
| Reprezentând România |                           |                            |     |           |         |
| 1972                 | Jocurile Olimpice         | München, Germania          | 7   | disc      | 60,42 m |
| Reprezentând Canada  |                           |                            |     |           |         |
| 1978                 | Jocurile Commonwealthului | Edmonton, Canada           | 1   | disc      | 62,16 m |
| 1978                 | Jocurile Commonwealthului | Edmonton, Canada           | 2   | greutate  | 16,45 m |
| 1979                 | Jocurile Panamericane     | San Juan, Puerto Rico      | 3   | disc      | 57,14 m |
| 1979                 | Jocurile Panamericane     | San Juan, Puerto Rico      | 3   | greutate  | 16,50 m |
| 1982                 | Jocurile Commonwealthului | Brisbane, Australia        | 4   | disc      | 54,52 m |
| 1982                 | Jocurile Commonwealthului | Brisbane, Australia        | 6   | greutate  | 15,80 m |
| 1984                 | Jocurile Olimpice         | Los Angeles, Statele Unite | 13  | disc      | 52,28 m |
| 1984                 | Jocurile Olimpice         | Los Angeles, Statele Unite | 12  | greutate  | 15,25 m |

## Legături externe
Materiale media legate de Carmen Ionesco la Wikimedia Commons
- en Carmen Ionesco la World Athletics
- en Carmen Ionesco la Olympedia.org